# Legalismo (Filosofía occidental)
El legalismo, en el sentido occidental, es la actitud ética que sostiene la conducta moral como una cuestión de cumplimiento de reglas. Es un enfoque para el análisis de cuestiones jurídicas caracterizado por un razonamiento lógico abstracto centrado en el texto legal aplicable, como una constitución, legislación o jurisprudencia, más que en el contexto social, económico o político. El legalismo se ha producido tanto en la tradición del derecho civil como en la del derecho consuetudinario. Subraya tanto el derecho natural como el positivismo jurídico. En sus versiones más estrechas, el legalismo puede respaldar la noción de que el cuerpo preexistente de materiales legales autorizados ya contiene una única respuesta correcta predeterminada para cualquier problema legal que pueda surgir.
El legalismo típicamente también afirma que la tarea del juez es determinar la respuesta a una pregunta legal mediante un proceso esencialmente mecánico.